# آلیس نیل
آلیس نیل (به انگلیسی: Alice Neel) نقاش آمریکایی بود که آثارش به خاطر استفاده اکسپرسیونیستی از خط و رنگ و همچنین قدرت احساسات‌شان قابل توجه هستند.
او هنرمند رنگ روغن کار آمریکایی بود که پرتره‌های دوستان، فامیل، معشوقه‌هایش، شاعران، هنرمندان، و غریبه‌ها را تصویر می‌کرد.

## زندگی و کار
الیس نیل متولد ۲۸ ژانویه ۱۹۰۰ در ایالت پنسیلوانیا بود. در زمان سه ماهگی اش خانوادهٔ او به روستای کلوین در پنسیلوانیا نقل مکان کردند. بعد از اتمام دورهٔ دبیرستان در امتحان خدمات اجتماعی شرکت کرد و یک شغل دفتری با حقوق مناسب دریافت کرد. بعد از گذشت ۳ سال کار به کلاس‌های هنری فیلادلفیا رفت. سپس در مدرسه طراحی زنان پنسیلوانیا ثبت نام کرد. نیل اغلب می‌گفت دلیلش برای انتخاب این مدرسه این بوده که وسوسه‌های جنس مخالف روی هنرش تأثیر نگذارد.

## کوبا
بعد از پایان آموزش، نیل با نقاشی کوبایی به نام کارلوس انریکز پسری از خانواده‌ای ثروتمند ازدواج کرد. آن‌ها در سال ۱۹۲۵ جشن ازدواج گرفتند و برای زندگی با خانواده انریکز، به هاوانا نقل مکان کردند.
کار نیل با پذیرفته شدن در گروه جوانان آوانگارد کوبایی، که مجموعه‌ای از نویسندگان، هنرمندان و موسیقی دانان بود شروع به رشد کرد. در این زمان نیل مبنای اساس زندگی اش را بر توسعه دادن آگاهی سیاسی اش و تعهد به برابری جنسی قرار داد.

## مشکلات شخصی، موضوع برای اثر هنری

تابلوی آبرنگ Dana Gordon اثر آلیس نیل - ۱۹۷۲ میلادی

در سال ۱۹۲۶ برای اولین بار حامله شد و به دلیل تولد دخترش سانتیلا به خانه پدری اش در کالوین بازگشت. بعد از مدتی همراه همسرش به نیویورک نقل مکان کردند. بیماری دیفتری سانتیلا کمی بعد از تولد، موجب مرگش شد. ضربه روحی ای که مرگ دخترش بر آلیس وارد کرد زمینه‌ای برای نقاشی‌هایش با موضوعات مادری، دل واپسی و از دست دادن در آن برههٔ زمانی شد. الیس برای بار دوم باردار شد، و دخترش ایزابتا در سال ۱۹۲۸ متولد شد. تولد ایزابتا الهام بخش خلق اثر «well baby clinic» شد که مجموعه‌ای از پرتره‌های غمگین مادران و بچه‌ها در زایشگاه بود. این اثر یادآور دیوانگان در آسایشگاه است.
در بهار سال ۱۹۳۰ همسرش کارلوس به همراه دخترش ایزابتا به کوبا برگشت. غم جدایی همسر و دخترش باعث بیماری عصبی در نیل شد. در مدت کوتاهی که در بیمارستان بستری بود، تصمیم به خودکشی گرفت، اما بعد از نجاتش به بیمارستان مرکزی فیلادلفیا اعزام شد و بعد از آن به آسایشگاه روانی فرستاده شد. حدود یک سال بعد در ۱۹۳۱ از آسایشگاه مرخص شد و به منزل خانواده اش رفت. در آنجا دیدار با دوستان نزدیکش را بیشتر کرد و بعد از مدتی به نیویورک برگشت.

## دوران افسردگی
در این دوره، نیل به کشیدن پرتره‌های اطرافیانش مشغول بود. مانند پرترهٔ «Jeo Gould» که نیل او را با آلت تناسلی‌های متعددی نمایش داد. نیل با هنرمندان، روشنفکران و رهبران سیاسی کمونیست زیادی آشنا شده بود و تمام این اشخاص موضوعی برای نقاشی‌هایش شدند. او در کارش ستایش تخریب، جنسیت و بوالهوسی معشوقه‌ها را مجسم می‌کرد.
در پایان سال ۱۹۳۳ نیل به اداره کل کار رفت و حقوق هفتگی نسبتاً کمی دریافت می‌کرد.
در سال ۱۹۳۹ پسری از JOSE SANTIAGO به نام ریچارد خواننده کلوپ شبانه، به دنیا آورد. به «هالم» نقل مکان کرد و در آنجا به کشیدن پرتره‌های همسایگانش خصوصاً زنان و کودکان مشغول شد.

## سال‌های بعد از جنگ جهانی
نیل در سال ۱۹۴۱ صاحب پسری از معشوقه‌اش «Sam Brody» کمونیست روشنگر شد. او در این دهه برای نشریه کمونیست «Masses & Mainstream» تصویر سازی می‌کرد و کشیدن پرتره‌هایش را هم ادامه داد. بین سال‌های ۱۹۴۰ تا ۱۹۵۰ آثار نیل در معرض نمایش قرار نگرفت وتوسط گالری‌ها نگه داشته شد برای نمایشگاه انفرادی اش در سال ۱۹۴۴.
در دهه ۱۹۵۰ آشنایی میل با «Mike Gold» و تحسین او برای کارهای اجتماعی اش باعث شد کارهایش در «Communist-inspired New Playwright» به معرض نمایش گذاشته شود.

## افزایش شهرت
در پایان دهه ۱۹۶۰ موج علاقه به کارهای نیل افزایش یافت و با افزایش جنبش فمنیسم، نیل یک چهره فمنیسم شد. در سال ۱۹۷۰ نیل با کشیدن پرترهٔ فمنیسم فعال «kate millet» عکسش روی جلد مجله تایمز چاپ شد. در سال ۱۹۷۴ نمایشگاهی برای مرور کلی مجموعه آثارش در موزه هنر آمریکا برگزار شد؛ و نمایشگاه دیگری از همین مجموعه در تابستان سال۲۰۰۰ در ویتنی برگزار شد. در میانه دهه ۷۰ نیل جزو شناخته شده‌ترین هنرمندان آمریکا بود. در سال ۱۹۷۲ رئیس‌جمهور کارتر جایزهٔ «انجمن بین‌المللی هنر زنان» را به او اعطا کرد.

## درگذشت
نیل در ۱۳ اکتبر ۱۹۸۴ در سن ۸۴ سالگی درگذشت.
فیلمی مستند از زندگی و کارهایش به نام الیس نیل به کارگردانی نوه‌اش (Andrew Neel) ساخته شده که به عنوان فیلم نمونهٔ Slamdance Film Festival ونیز هم انتخاب شد. در سال ۲۰۱۰ نمایشگاهی با عنوان «حقایق نقاشی شده» توسط موزه هنرهای زیبای هوستون برگزار شد.